# Vranová
Vranová (in tedesco Wranowa) è un comune della Repubblica Ceca facente parte del distretto di Blansko, in Moravia Meridionale.